# Santa Maria de Viu de Llevata
Santa Maria de Viu de Llevata és l'església parroquial romànica del poble de Viu de Llevata, en el municipi del Pont de Suert (Alta Ribagorça). L'església és disposada en un desnivell del terreny, és d'una sola nau tancada a la capçalera per un absis semicircular resseguit per arcuacions llombardes com les que articulen els murs de l'edifici, en especial la façana sud, encarada devers el pendent, en la qual s'organitza l'accés a l'església És un monument declarat bé cultural d'interès nacional.

## Situació
Aquest es compon a partir d'una graonada que condueix al marc d'una porta inscrita en un cos sobresortint, que interromp la sèrie d'arcuacions sota cornisa que recorren el mur. La portada pròpiament dita és formada per tres arcs en degradació que inscriuen dues arquivoltes, llisa la interior i l'altra amb treball d'escacat. Aquesta darrera recolza damunt de columnes amb capitell amb estilitzacions vegetals mentre que la primera ho fa sobre columnes de capitell figurat, mancant-li un dels fusts
L'ordre de façana es completa amb un òcul circular i un crismó sobreposats a la porta, assolint l'alçada de la cornisa i marcant l'eix centralitzat que articula simètricament tot el pany de paret, si bé cal tenir en compte el volum d'un cos afegit en el marge més proper al presbiteri
Sobre la volta de canó que cobreix la nau, el teulat defineix dues vessants. En el campanar, adossat a la banda septentrional, és perceptible una intervenció en dues fases. La meitat inferior, de planta quadrada, presenta un parament similar al de la resta de l'església, de carreus disposats en filades, al mateix temps que la meitat superior se'n diferència per tenir angles aixamfranats i una organització de parament força més irregular. S'hi obre la zona que pertoca a les campanes immediata a la coberta de forma piramidal.
L'església de Viu és del segle xii, d'estil romànic, modificada en part. Dedicada a Santa Maria, es troba orientada a sol ixent, construïda sobre el cingle, a l'extrem occidental del poble. Davant seu passava el camí ral que, procedent de la Pobla de Segur, anava cap al monestir de Lavaix i la Vall de Boí. Per accedir al temple, enlairat, hi havia dues rampes d'accés, una de les quals ha estat suprimida.

## Descripció

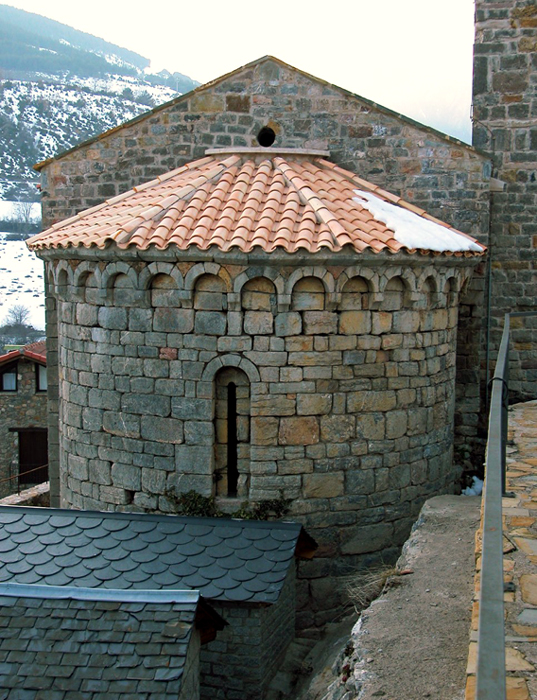
Absis

L'edifici és d'una sola nau, amb volta de canó, sostinguda per dos arcs torals que descansen damunt de dues columnes emparades en els murs. En el tram del peu, la volta original es va esfondrar i es refeu amb pedra sense treballar. El capitell d'una de les dues columnes situades a tramuntant presenta una decoració antropomòrfica amb una figura animal, a banda i banda, de factura senzilla que desdiu de la resta de treballs.
En el tram del peu hi ha una pica baptismal, de pedra, sense cap decoració. També hi ha un cor elevat, construït durant el segle xix, amb una escala d'accés que impedeix veure la columna de migjorn. Una obertura moderna substitueix l'antiga finestra romànica de la paret de ponent. Tota la nau estava enguixada, amagant els carreus. En llevar la capa de guix no aparegué cap resta de pintures. En el mur nord hi ha la porta d'accés al campanar, amb una volta de mig punt. A la paret de migjorn hi havia, fins a l'any 1992, una capella vuitcentista que eixia del temple dedicada a la verge del Roser. Aquesta capella tapava la finestra romànica de migjorn. L'absis, amb una doble arcuació, conté una obertura circular a la part més elevada i una finestra romànica en el seu centre.
L'església té la portalada principal a migjorn amb tres arcades. La primera, decorada, i la tercera se sostenen sobre les seves columnes i capitells. Els capitells de la primera estan decorats amb motius vegetals, mentre que els de la tercera presenten motius zoomòrfics, fantàstics, el de l'esquerra i una figura humana el de la dreta. La segona arcada està motllurada. Damunt de la porta hi ha el monograma de Crist i una obertura moderna. El frontispici i l'absis és recorregut per una senzilla arcuació llombarda. Cap a ponent del mur de migjorn existeix una altra porta, de mig punt, més petita i actualment tapiada, que servia d'accés per als que havien de rebre el sagrament del baptisme.
El mur de tramuntana està tot refet, sense que els carreus segueixin la perfecta col·locació original. El campanar és de base quadrada, romànica, amb dues de les primeres finestres tapiades. A partir de mitjana alçada, el campanar és refet modernament i segueix enlairant-se cilíndricament amb pedra sense treballar. És coronat per una coberta de pissarra cònica refeta als anys 40. El 1992 s'efectuaren obres de restauració que retornaren part de l'edifici al seu estat originari.

## Història

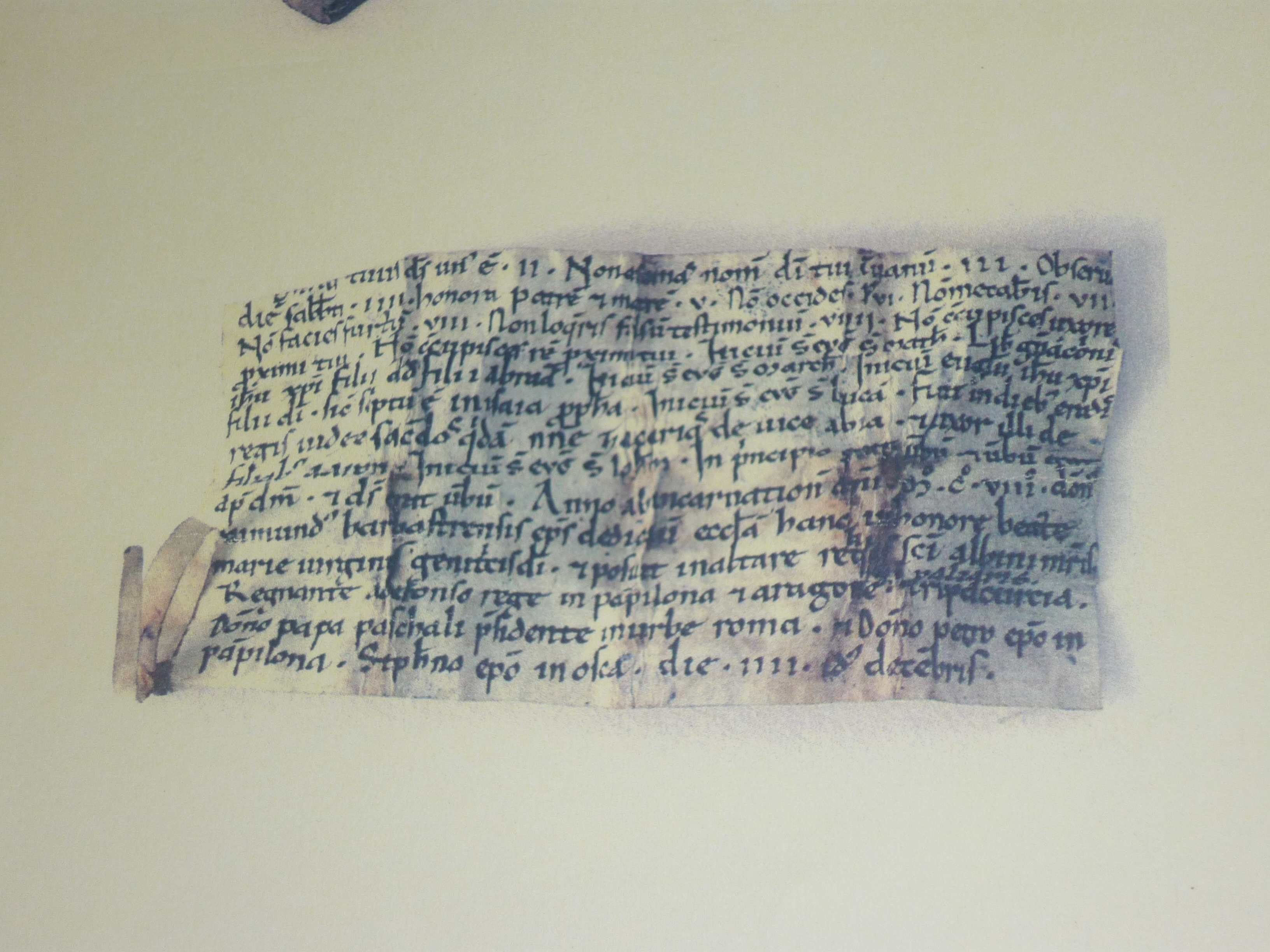
Manuscrit de l'interior de l'arqueta

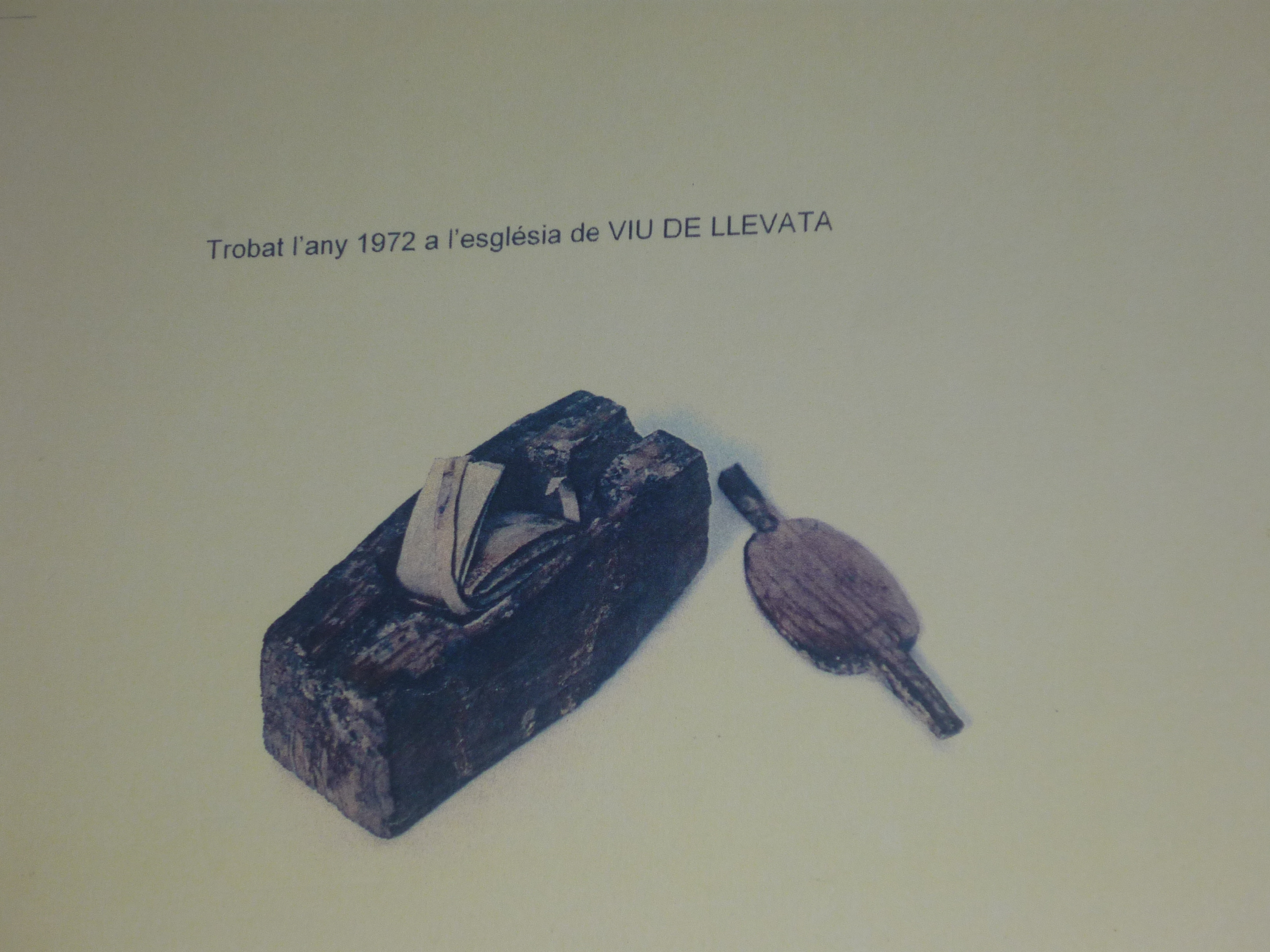
Arqueta de Viu

El 946 fou fundat un monestir de monjos sota advocació de Sant Joan que ha estat relacionat amb l'emplaçament de l'església parroquial de Santa Maria de Viu de Llevata. Aquesta construcció pertany a una de les tipologies pròpies de les obres romàniques del segle xii. L'antic terme municipal de Viu de Llevata (annexionat l'any 1969 al de Pont de Suert) es va crear a mitjan segle xix i comprenia, a més de l'esmentada població, Adons i Abella d'Adons, la Beguda, Corroncui i La Bastida de Corroncui, Perves i Pinyana. L'existència d'assentaments humans en el terme, des de l'època prehistòrica, la demostren les restes megalítiques trobades, com el dolmen de Pinyana, les coves i els noms preromans -Corroncui-.
El lloc sembla que adquirí certa importància durant el període visigòtic per estar-hi situat un poblament i una fortalesa que perdurà fins a l'edat mitjana. La primera referència de Viu en un document és de l'any 946 quan Ató de Bigorra, bisbe del Pallars, i el comte Guillem II de Pallars Sobirà erigeixen el monestir de Sant Joan de Viu, sota la jurisdicció del monestir de Santa Maria de Lavaix. El 1064 el lloc de Viu es trobava sota el domini de la baronia d'Erill. Foren els barons d'Erill els qui feren bastir, durant el primer quart del segle xii les esglésies de la vall de Viu ([[Viu|Viu]], Corroncui, Massivert) i de Boí.
Aquesta zona fluctuà durant els segles X-XII entre diversos dominis comtals. El 1064 el comte Artau I de Pallars Sobirà traspassà al seu cosí Ramon V de Pallars Jussà diversos dominis, entre els quals hi havia Vilba (poblat avui desaparegut), Adons, Viu i Enrens. Aquest mateix any, la filla de Ramon III d'Erill va dividir el patrimoni familiar amb el seu oncle Arnau d'Erill. El 1108, uns anys abans que les esglésies de Taüll, el bisbe Ramon Guillem de Roda i Barbastre consagrà l'església de Viu. L'acta de consagració cita com a referents: Alfons I rei d'Aragó i Navarra, el Batallador, Pasqual II, Papa, Pere I de Roda, bisbe de Pamplona i Esteve II, bisbe d'Osca. El cenobi subsistí fins a la fi del segle xii (romangué després com a simple possessió de Santa Maria de Lavaix).
El 1167 el baró Ramon d'Erill es casà amb Agnès, germana d'Artau IV de Pallars Sobirà i va aportar com a dot el lloc i castell de Viu, És a dir, que el domini comtal de Viu -després de 103 anys-, tornà al Pallars Sobirà. El 1484, el rei Ferran II d'Aragó prengué al baró d'Erill els seus dominis per haver-se rebel·lat contra ell. El 1506, com tot el comtat del Pallars, el rei donà la baronia d'Erill a Joan Ramon Folch de Cardona, de la casa del mateix nom. Amb el canvi, el comtat de Pallars prengué el títol de marquesat. Posteriorment, per matrimoni, els dominis passaren a la casa dels Medinaceli.